# Pleurobema cordatum
Pleurobema cordatum es una especie de molusco bivalvo  de la familia Unionidae.

## Distribución geográfica
Es  endémica de América del Norte.